# Rupture de charge
Cet article est consacré au transport de marchandises. Pour la notion apparentée dans le transport de voyageurs voir l’article correspondance.
Pour les articles homonymes, voir Rupture et Charge.

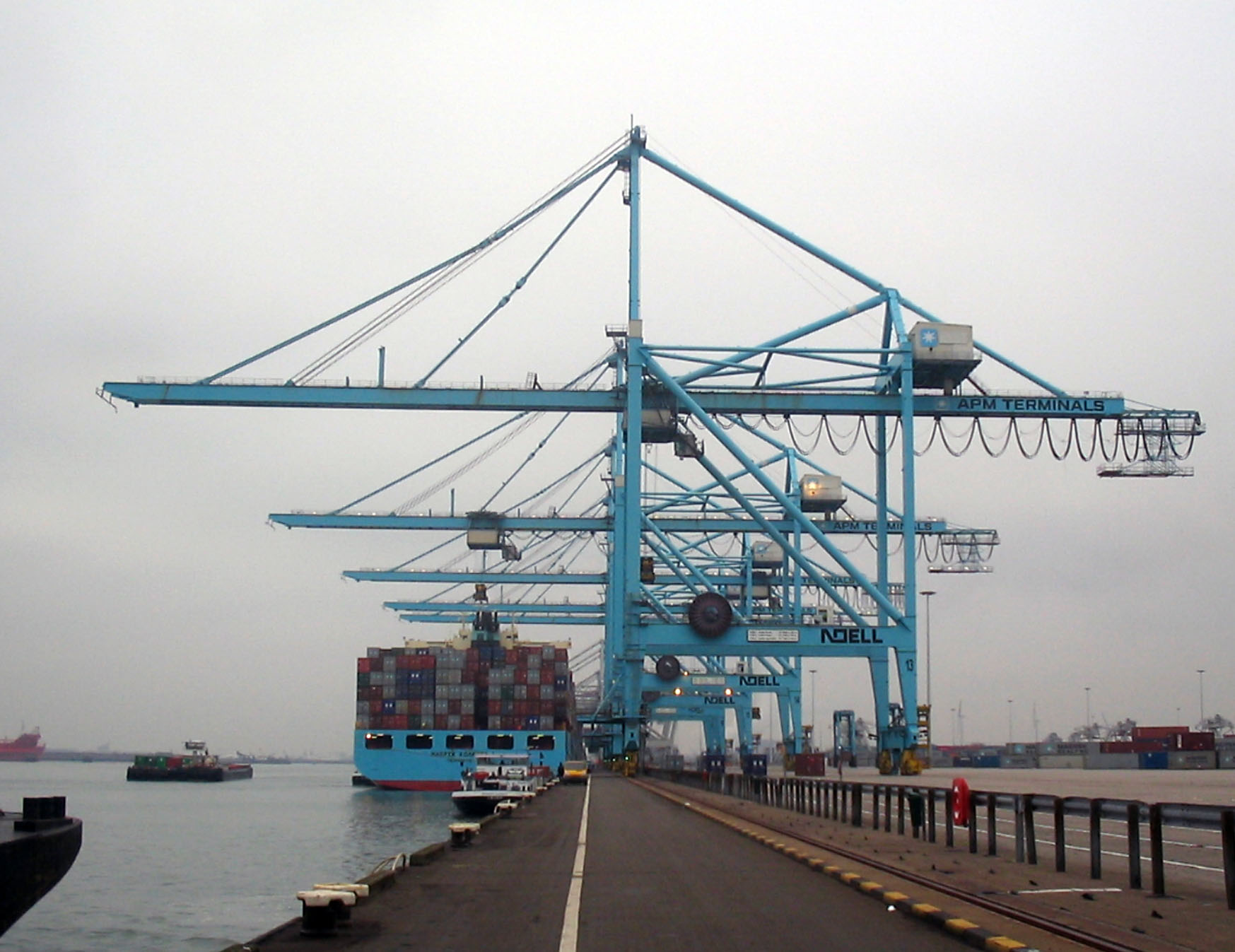
Un portique de manutention.

Une rupture de charge est, dans le domaine des transports, une étape pendant laquelle des marchandises ou des passagers transportés par un premier véhicule sont transférés dans un second véhicule, immédiatement ou après une période de stockage ou de correspondance, autrement dit le temps de transbordement.
Les ruptures de charges étant particulièrement coûteuses, un organisateur de transport essaie de les limiter autant que possible. Elles impliquent en effet une perte de temps pendant lequel les deux véhicules sont immobilisés. Elles nécessitent une infrastructure permettant de les accueillir, de les vider, de stocker leur cargaison ou mettre leurs passagers en attente, mais également du matériel de manutention, et du personnel pour encadrer et mener la manœuvre. Enfin, toutes ces opérations de manutention augmentent le risque de perte de marchandises (détérioration, perte ou vol). 